# 圣瓦斯特
圣瓦斯特（法語：Saint-Waast）是法国上法兰西大区北部省的一个市镇，位于该省东部，属于埃尔普河畔阿韦讷区。该市镇的总面积为5.91平方公里，2009年时的人口为636人。
圣瓦斯特在当地又名“圣瓦斯特拉瓦莱”（Saint-Waast-la-Vallée）。

## 人口
圣瓦斯特人口变化图示
| 数据来源：INSEE |